# تارجي وولد
تارجي وولد هو قاضي وسياسي نرويجي، ولد في 23 أغسطس 1899 في Evenes Municipality ‏ في النرويج، وتوفي في 6 سبتمبر 1972 في أوسلو في النرويج. نشط حزبياً في حزب العمال.

## مناصب
- انتخب ممثل الجمعية البرلمانية لمجلس أوروبا [الإنجليزية]‏ لترشحه ضمن قائمة النرويج، (13 أغسطس 1949 – 8 سبتمبر 1949).
- انتخب وزير التجارة والشحن [الإنجليزية]‏ (7 يونيو 1940 – 15 أبريل 1942).
- انتخب Chief Justice of the Supreme Court of Norway [الإنجليزية]‏ (1958 – 1969).
- انتخب Minister of Justice and Public Security [الإنجليزية]‏ (1 يوليو 1939 – 25 يونيو 1945).
- انتخب عضو برلمان النرويج  [لغات أخرى]‏ عن دائرة Finnmark electoral division ‏ وقد انضم خلال فترته النيابية ‏ (1945 – 1949) للكتلة البرلمانية حزب العمال.